# أوك هاربور (واشنطن)
أوك هاربور (بالإنجليزية: Oak Harbor) هي إحدى مدن ولاية واشنطن في الولايات المتحدة الأمريكية.

## التركيبة السكانية
قام مكتب تعداد الولايات المتحدة بتحديد بيانات التركيبة السكانية لأوك هاربور في تعداد الولايات المتحدة. في ما يلي، التركيبة السكانية حسب تعدادي 2000 و2010.

### تعداد عام 2000
بلغ عدد سكان أوك هاربور 19,795 نسمة بحسب تعداد عام 2000، وبلغ عدد الأسر 7,333 أسرة وعدد العائلات 5,265 عائلة مقيمة في المدينة. في حين سجلت الكثافة السكانية 2,175.0 نسمة لكل ميل مربع (839.8/كم2). وبلغ عدد الوحدات السكنية 7,772 وحدة بمتوسط كثافة قدره 854.0 نسمة لكل ميل مربع (329.7/كم2).
وتوزع التركيب العرقي للمدينة بنسبة 74.93% من البيض و 1.22% من الأمريكيين الأصليين و 9.62% من الأمريكيين ذوي الأصول الآسيوية و 0.77% من سكان جزر المحيط الهادئ و 5.45% من الأمريكيين الأفارقة و 5.58% من عرقين مختلطين أو أكثر.
بلغ عدد الأسر 7,333 أسرة كانت نسبة 43.4% منها لديها أطفال تحت سن الثامنة عشر تعيش معهم، وبلغت نسبة الأزواج القاطنين مع بعضهم البعض 59.0% من أصل المجموع الكلي للأسر، ونسبة 9.7% من الأسر كان لديها معيلات من الإناث دون وجود شريك، وكانت نسبة 28.2% من غير العائلات. تألفت نسبة 22.2% من أصل جميع الأسر من أفراد ونسبة 7.2% كانوا يعيش معهم شخص وحيد يبلغ من العمر 65 عاماً فما فوق. وبلغ متوسط حجم الأسرة المعيشية 3.18، أما متوسط حجم العائلات فبلغ 2.68.
بلغ العمر الوسطي للسكان 28 عاماً. وكانت نسبة 31.6% من القاطنين تحت سن الثامنة عشر، وكانت نسبة 11.6% بين الثامنة عشرة والأربعة وعشرين عاماً، ونسبة 34.4% كانت واقعةً في الفئة العمرية ما بين الخامسة والعشرين والأربعة وأربعين عاماً، ونسبة 13.4% كانت ما بين الخامسة والأربعين والرابعة والستين، ونسبة 9.0% كانت ضمن فئة الخامسة والستين عاماً فما فوق. يوجد لكل 100 أنثى 98.7 ذكر، ويوجد لكل 100 أنثى في الثامنة عشر من عمرها فما فوق 95.2 ذكر.
بلغ متوسط دخل الأسرة في المدينة 36,641 دولار، أما متوسط دخل العائلة فبلغ 41,579 دولار. وكان متوسط دخل الذكور 29,498 دولار مقابل 21,633 دولار للإناث. وسجل دخل الفرد الخاص بالمدينة 16,830 دولار. وكانت نسبة 8.1% من العائلات ونسبة 9.3% من السكان تحت خط الفقر، وكان من هؤلاء نسبة 11.2% تحت سن الثامنة عشر ونسبة 5.4% في الخامسة والستين من العمر وما فوق.

### تعداد عام 2010
بلغ عدد سكان أوك هاربور 22,075 نسمة بحسب تعداد عام 2010، وبلغ عدد الأسر 8,677 أسرة وعدد العائلات 5,789 عائلة مقيمة في المدينة. في حين سجلت الكثافة السكانية 2,343.4 نسمة لكل ميل مربع (904.8/كم2). وبلغ عدد الوحدات السكنية 9,553 وحدة بمتوسط كثافة قدره 1,014.1 لكل ميل مربع (391.5/كم2).
وتوزع التركيب العرقي للمدينة بنسبة 72.6% من البيض و 0.9% من الأمريكيين الأصليين و 10.2% من الأمريكيين ذوي الأصول الآسيوية و 1.0% من سكان جزر المحيط الهادئ و 4.9% من الأمريكيين الأفارقة و 7.8% من عرقين مختلطين أو أكثر.
بلغ عدد الأسر 8,677 أسرة كانت نسبة 38.6% منها لديها أطفال تحت سن الثامنة عشر تعيش معهم، وبلغت نسبة الأزواج القاطنين مع بعضهم البعض 51.7% من أصل المجموع الكلي للأسر، ونسبة 11.4% من الأسر كان لديها معيلات من الإناث دون وجود شريك، بينما كانت نسبة 3.5% من الأسر لديها معيلون من الذكور دون وجود شريكة وكانت نسبة 33.3% من غير العائلات. تألفت نسبة 26.9% من أصل جميع الأسر من أفراد ونسبة 8.5% كانوا يعيش معهم شخص وحيد يبلغ من العمر 65 عاماً فما فوق. وبلغ متوسط حجم الأسرة المعيشية 3.09، أما متوسط حجم العائلات فبلغ 2.53.
بلغ العمر الوسطي للسكان 29 عاماً. وكانت نسبة 28.3% من القاطنين تحت سن الثامنة عشر، وكانت نسبة 12.3% بين الثامنة عشرة والأربعة وعشرين عاماً، ونسبة 31.9% كانت واقعةً في الفئة العمرية ما بين الخامسة والعشرين والأربعة وأربعين عاماً، ونسبة 17% كانت ما بين الخامسة والأربعين والرابعة والستين، ونسبة 10.3% كانت ضمن فئة الخامسة والستين عاماً فما فوق. وتوزع التركيب الجنسي للسكان بنسبة 49.2% ذكور و50.8% إناث.